# Більсько (Люблінське воєводство)
Більсько (пол. Bilsko) — село в Польщі, у гміні Модлібожиці Янівського повіту Люблінського воєводства.
Населення — 66 осіб (2011).
У 1975-1998 роках село належало до Тарнобжезького воєводства.

## Демографія
Демографічна структура станом на 31 березня 2011 року:
|          | Загалом | Допрацездатний вік | Працездатний вік | Постпрацездатний вік |
| -------- | ------- | ------------------ | ---------------- | -------------------- |
| Чоловіки | 35      | 9                  | 22               | 4                    |
| Жінки    | 31      | 7                  | 15               | 9                    |
| Разом    | 66      | 16                 | 37               | 13                   |